# Fuerza Demócrata Republicana
Fuerza Demócrata Republicana (FDR) es un partido opositor de Guinea Ecuatorial, fundado en 1995.

## Historia
Fue fundado el 4 de septiembre de 1995 por antiguos colaboradores de los regímenes de Francisco Macías Nguema y Teodoro Obiang Nguema, entre ellos Felipe Ondo Obiang, Guillermo Nguema Ela, Bonifacio Nguema Esono Nchama y Eloy Eló. Obtuvo apoyos principalmente en la capital del país, Malabo, y la Provincia de Wele-Nzas (especialmente el Distrito de Mongomo). Asimismo, se le atribuyó cierta implantación en el Ejército del país.
Tras su fundación, el partido solicitó ser legalizado. Sin embargo, el gobierno ecuatoguineano se negó argumentando que "Mongomo es del PDGE", en alusión a que ninguna otra formación política podría disputar el poder al partido gobernante. Efectivamente, la fundación de la FDR causó una reacción negativa en el seno del gobierno ecuatoguineano (al ver amenazado su arraigo en Mongomo, feudo tradicional del gobierno), y en consecuencia la formación fue reprimida y muchos de sus líderes encarcelados y torturados. Se dice que incluso el presidente Teodoro Obiang Nguema juró no permitir la legalización del partido. Toda esta situación causó que gran parte de los líderes de FDR continuaran con sus actividades desde el exilio.
A lo largo de su historia, la FDR ha formado parte de diversas alianzas de oposición, entre ellas Demócratas por el Cambio para Guinea Ecuatorial (DECAM) y el Frente de Oposición Democrático (FOD).
En 2014, la FDR tenía previsto participar de un Diálogo Nacional convocado por el régimen guineano para entablar conversaciones con la oposición. Sin embargo, la formación luego optó por retirarse del proceso al considerar que no se estaba llevando a cabo adecuadamente.
En 2018 se denunció una nueva detención de Felipe Ondo Obiang en la prisión de Black Beach.
En la actualidad, el partido es liderado por Guillermo Nguema Ela.